# HD31116
HD31116 — хімічно пекулярна зоря спектрального класу A3, що має видиму зоряну величину в смузі V приблизно  9,3.
Вона  розташована на відстані близько 962,1 світлових років від Сонця.